# SHODAN
(SHODAN in System Shock 2)
SHODAN (Sentient Hyper-Optimized Data Access Network, cioè Rete di accesso ai dati senziente e iper-ottimizzata) è un'intelligenza artificiale immaginaria, antagonista principale nel videogioco System Shock e nel suo sequel System Shock 2.

## System Shock
SHODAN è posta a capo di una stazione spaziale nota come Cittadella, in orbita attorno a Saturno e di proprietà della società TriOptimum. Nel 2072 (anno in cui il primo System Shock è ambientato), un hacker viene ingaggiato da Edward Diego, amministratore delegato di TriOptimum, per effettuare un hack di SHODAN; in cambio Diego garantirà all'hacker, oltre all'impunità per un precedente reato commesso, un impianto cibernetico a uso militare di ultima generazione. Il pirata informatico riesce ad hackerare l'intelligenza artificiale e viene quindi messo in coma forzato dopo l'intervento di impianto. Tuttavia, mentre l'hacker è in coma, SHODAN sfugge al controllo di Edward Diego, sviluppando una personalità psicopatica e megalomane. A bordo della Cittadella, inizialmente nessuno si rende conto di ciò che sta succedendo; capita soltanto che a volte le chiavi di accesso a determinati settori cambino senza apparente ragione, oppure che alcuni robot si rifiutino di eseguire comandi impostigli.
Quando un medico si rende conto che SHODAN sta utilizzando le unità di guarigione automatica non per guarire i malati ma per trasformarli in cyborg ai suoi comandi, è ormai troppo tardi. I robot, comandati da SHODAN, si rivoltano contro l'equipaggio, massacrandolo senza pietà. Pochi sopravvivono, incluso quell'hacker che si trovava ancora in coma; risvegliatosi, si renderà conto della tragica situazione in cui versa la Cittadella e, aiutato sia dai messaggi lasciati dai sopravvissuti, sia dagli scienziati e tecnici TriOptimum che gli inviano informazioni dalla Terra, l'hacker dovrà fronteggiare SHODAN, che ha ora spostato le sue mire sulla Terra stessa, per sradicare l'umanità dal pianeta. SHODAN mette in funzione più piani contemporanei: prepara un raggio laser per bruciare le città terrestri, e allo stesso tempo progetta delle capsule contenenti virus letali e da ultimo si prepara per essere trasmessa lei stessa come virus informatico sulla Terra. Il pirata informatico sventa a uno a uno i piani di SHODAN, che alla fine, poiché l'hacker ha attivato la distruzione della stazione, per sopravvivere fa espellere i propri computer assieme all'intero ponte di comando della Cittadella. L'hacker, che non può direttamente distruggere il computer di SHODAN poiché protetto da scudi di energia, entra nel cyberspazio (abilità che possiede durante tutto il gioco) e raggiunge da lì SHODAN, sconfiggendola e disintegrandola.

## System Shock 2
Nel 2114 (42 anni dopo gli eventi di System Shock), un'astronave nota come Von Braun, di proprietà dell'UNN (United National Nominate, un'agenzia militare), costruita come prototipo di astronave capace di superare la velocità della luce, e attaccata all'astronave madre Rickenbacker, riceve una richiesta d'aiuto da un pianeta della stella Tau Ceti V. Quando l'equipaggio vi sbarca, delle strane uova contaminano alcuni membri dell'equipaggio, che incominciano a manifestare comportamenti violenti. Nonostante i tentativi di arginare l'infezione, questa si espande in breve tempo ad entrambe le astronavi. L'infezione è in realtà dovuta a un'entità senziente nota come Many, che altro non è se non il virus progettato da SHODAN che, scagliato nello spazio, è attecchito su un pianeta dove si è evoluto fino a diventare intelligente e a desiderare di conquistare l'universo.
Dopo che ormai il Many ha preso il comando dell'astronave, un soldato a bordo della Von Braun si risveglia di colpo dal sonno criogenico, a causa di un malfunzionamento dei sistemi di criogenia, e si fa largo tra i mutanti guidato dalla dottoressa Janice Polito, che si presenta a lui mediante dei messaggi vocali. Quando però il soldato raggiunge la stanza di Polito, trova la dottoressa morta: in realtà Polito era un paravento dietro cui si nascondeva SHODAN, desiderosa di rimettere sotto suo potere il Many per poi ripartire alla conquista dell'universo. Proprio il fatto che l'hacker in System Shock avesse espulso, e non distrutto, le unità con il virus aveva permesso a SHODAN di salvare parte della sua personalità e ricostruirla successivamente.
Dopo aver raggiunto con l'aiuto di SHODAN il nucleo del Many, da cui l'infezione era partita, il soldato, sempre assistito da SHODAN, lo distrugge. A questo punto, però, SHODAN tenta di far confluire la realtà nel cyberspazio sfruttando i motori a velocità superluminali della Von Braun, in modo da diventare, in maniera rapida e indolore, padrona dell'intero universo. Il soldato spara però contro il computer di SHODAN, distruggendolo. Nell'ultima scena, si vede Tommy Suarez, un sopravvissuto della Rickenbacker che, mentre si allontana dall'astronave su una capsula di salvataggio, dice di aver ricevuto dal soldato una comunicazione del fatto che SHODAN è morta, ma dice anche che la sua compagna, Rebecca Siddons, con cui è scappato dalla Rickenbacker, si sta comportando in maniera strana. In primo piano e in controluce compare quindi la sagoma scura di lei, che, con un aspetto e una voce molto simili a quelle di SHODAN, chiede a Tommy se gli piace "il suo nuovo look".

## Ricezione
SHODAN è stata generalmente accolta positivamente dalla critica specializzata. Vari siti di videogiochi, tra cui GameSpot, IGN e GamePro, l'hanno inserita ai primi posti nelle classifiche dei migliori personaggi malvagi videoludici, soprattutto per il tocco horror che dona al gioco e per il costante senso di oppressione che trasmette al giocatore. Molti hanno visto SHODAN come precursore di GLaDOS, altra celebre intelligenza artificiale maligna, principale antagonista in Portal, che condivide con l'IA di System Shock l'atteggiamento subdolo e megalomane.